# Tultjyn
Tultjyn (ukrainsk: Тульчин), tidligere Nestervar, er en by i det historiske landskab Podolien i det vestlige Ukraine. Byen ligger ca. 70 km syd for byen Vinnitsja, hvor floderne Tultjynka og Silnytsja løber sammen. Den har 14.446 (2022) indbyggere og er hovedby i Tultjyn rajon i Vinnytska oblast.